# Trienio Adeco
O Trienio Adeco, compreendido entre 1945 e 1948, refere-se ao período histórico que inaugura uma democracia representativa com sufrágio universal na Venezuela. Esse período representa o fim da Hegemonía Andina, entre 1899 e 1945, bem como o início da Ação Democrática (AD) como primeira força política venezuelana.
Embora o aparato opressor da ditadura de Juan Vicente Gómez fosse aos poucos sendo desmantelado por seus sucessores, os também militares e tachirenses, Eleazar López Contreras e Isaías Medina Angarita; em outubro de 1945, vários militares de médio escalão e um grupo de militantes da Ação Democrática realizaram um golpe de Estado bem-sucedido, iniciando o Trienio Adeco.
Nesse período, a Venezuela experimentou uma maior abertura democrática, elegendo uma Assembleia Constituinte que redigiu a Constituição venezuelana de 1947 e foram realizadas as primeiras eleições presidenciais universais, secretas e diretas, sendo eleito o romancista Rómulo Gallegos. No entanto, cabe ressaltar a marginalização do poder que outras forças políticas sofreram com a AD, destacando-se o Comitê de Organização Política Eleitoral Independente (Copei) e o Partido Comunista, o que fez com que a alcunha de «Trienio Adeco» fosse preferida pelos historiadores ao invés de “Triênio Democrático”.
Este breve período democrático terminou em novembro de 1948 sob outro golpe militar, liderado por Marcos Pérez Jiménez, juntamente com Carlos Delgado Chalbaud, que estabeleceu uma ditadura militar na Venezuela. A democracia não voltaria à Venezuela até que Pérez Jiménez fosse derrubado num golpe de Estado em 1958, dando início a um longo período de estabilidade constitucional e democrática.